# Fritz Hiltmann
Fritz Hiltmann (* 4. Oktober 1879 in Aue (Sachsen); † unbekannt) war ein deutscher Unternehmer und Wehrwirtschaftsführer. Bekannt wurde er durch die von seiner Firma hergestellten  Schnitt- und Stanzwerkzeuge.

## Leben und Wirken

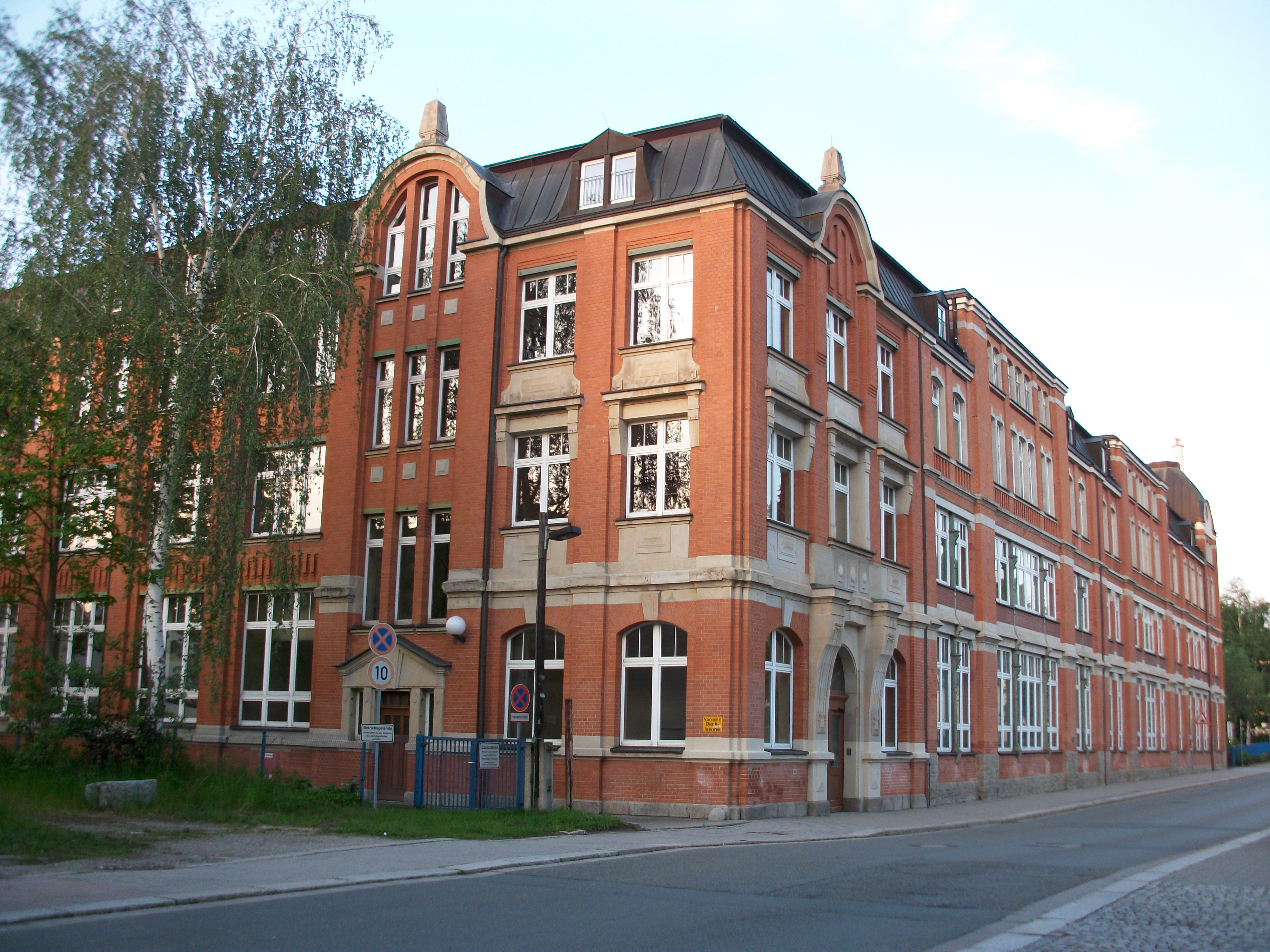
Hauptgebäude der von Hiltmann geleiteten Maschinenfabrik in Aue

Aktie der Maschinenfabrik Hiltmann & Lorenz von 1942

Er war Besitzer der Maschinenfabrik Hiltmann & Lorenz in Aue, als deren Betriebsführer Bernhard Hiltmann tätig war. Die Fabrik wurde von dem aus Brandenburg stammenden Schlosser (späterer Kommerzien- und Stadtrat) Bernhard Hiltmann gemeinsam mit Bernhard Lorenz im Jahre 1879 im Auer Stadtteil Zelle unter dem Namen Blech- und Metallbearbeitungs-Maschinenfabrik Hiltmann & Lorenz (HiLo) gegründet.
Am 11. April 1911 wurde das Unternehmen rückwirkend zum 1. Juli 1910 in eine Aktiengesellschaft umgewandelt. Nach dem Tod des Vaters 1919 übernahm er zunächst gemeinsam mit seinem Bruder Hugo Hiltmann die Fabrik. 1929 wurde er zum Ersten Vorsitzenden der Privilegierten Schützengilde Aue gewählt. Er trat zum 1. Mai 1933 in die NSDAP (Mitgliedsnummer 2.959.893) und um diese Zeit auch in die SS ein und wurde später zum Wehrwirtschaftsführer ernannt, nachdem die von seiner Firma hergestellten Werkzeuge als bedeutsam für die deutsche Wehrwirtschaft eingeschätzt wurden. Außerdem gehörte er dem Beirat der Industrie- und Handelskammer Plauen an.
1945 wurde seine Maschinenfabrik durch die sowjetische Besatzungsmacht beschlagnahmt und 1949 endgültig liquidiert.

## Ehrungen
Hiltmann war im Besitz mehrerer Kriegsorden und erhielt 1933 das Deutsche Feld-Ehrenzeichen.